# Léon Blum
Léon Blum (ur. 9 kwietnia 1872 w Paryżu, zm. 30 marca 1950 w Jouy-en-Josas) – socjalistyczny polityk francuski, trzykrotny premier Francji w latach 1936–1937, 1938 i 1946–1947, w czasie urzędowania wprowadził reformy społeczne, w tym czterdziestogodzinny tydzień pracy.

## Życiorys
Urodził się w należącej do średniej klasy rodzinie żydowskiej. Studiował prawo na Sorbonie.
Polityką zainteresował się na skutek afery Dreyfusa, która wstrząsnęła środowiskiem francuskich Żydów. Wstąpił do francuskiej partii socjalistycznej SFIO. W roku 1914 przejął jej przywództwo. Stał w opozycji do komunistów. Stanowisko zmienił dopiero po dojściu w Niemczech do władzy Adolfa Hitlera.
Dwukrotnie stał na czele rządu tzw. Frontu Ludowego – w latach: 1936–1937, 1938 oraz na czele Tymczasowego Rządu Republiki (1946–1947), kiedy łączył funkcję głowy państwa i szefa rządu.
W 1940 roku przyczynił się (mimo że sam nie dostał stanowiska w rządzie) do udzielenia wotum zaufania „gabinetowi wojennemu” premiera Paula Reynauda. Po klęsce Francji i utworzeniu rządu Vichy został aresztowany. Był więziony przez Niemców w obozie koncentracyjnym w Buchenwaldzie, razem z innymi „prominentnymi” jeńcami Hitlera (wśród nich byli też prezydent Albert Lebrun oraz premierzy Reynaud i Édouard Daladier). W kwietniu 1945 razem ze 140 prominentnymi więźniami, przeznaczonymi do egzekucji, znalazł się w Niederdorf (obecnie Villabassa w prowincji Trydent-Górna Adyga we Włoszech) i tam został wyzwolony przez żołnierzy amerykańskiej 5 Armii.
Po wojnie (już po zaprzestaniu pełnienia funkcji szefa powojennego gabinetu tymczasowego) był ambasadorem w USA i szefem misji francuskiej przy UNESCO.